# Franz Klemmer
Franz Klemmer (* 24. November 1879 in Fischenich, heute ein Stadtteil von Hürth; † 7. August 1964 in Anzing) war ein deutscher Maler.

## Leben
Nach seiner Schulzeit begann Klemmer eine Lehre als Kirchenmaler und wechselte nach Beendigung der Ausbildung 1905 an die Kunstgewerbeschule München. Drei Jahre später, 1908, begann Klemmer an der Akademie der Bildenden Künste München ein Studium der Malerei in der Klasse von Hugo Freiherr von Habermann.
Klemmer trat 1914 mit Beginn des Ersten Weltkrieges in ein bayerisches Fußartillerie-Regiment ein. Selbst während der Kriegsjahre entstanden Skizzen und Zeichnungen, die große Beachtung fanden.
Nach Ende des Krieges kehrte Klemmer nach München zurück, wo er ein eigenes Atelier eröffnete und eine Zusammenarbeit mit Carl Johann Becker-Gundahl, einem Professor für Monumentale Malerei an der Akademie der bildenden Künste München, begann. Hier wendete Klemmer sich der Freskomalerei zu und erhielt einen Lehrauftrag an der Akademie der Künste.
1926 wurde Klemmer nach dem Tod von Becker-Gundahl zu dessen Nachfolger berufen und erhielt einen Lehrstuhl für kirchliche Malerei. Zu seinen Schülern zählte unter anderen der Augsburger Kirchenmaler Karl Radinger. Ab 1930 trug er den Titel eines ordentlichen Professors. Im selben Jahr erstellte Klemmer die Bemalung des Witwenstockes in der Münchner Residenz, welche jedoch im Zweiten Weltkrieg zerstört wurde. Weitere bedeutende Arbeiten Klemmers während seiner Lehrtätigkeit waren die Deckenbilder in der Pfarrkirche St. Gordian und Epimachus in Legau bei Kempten und das Kuppelfresko in der Heilig-Kreuz-Kirche Donauwörth (1941).

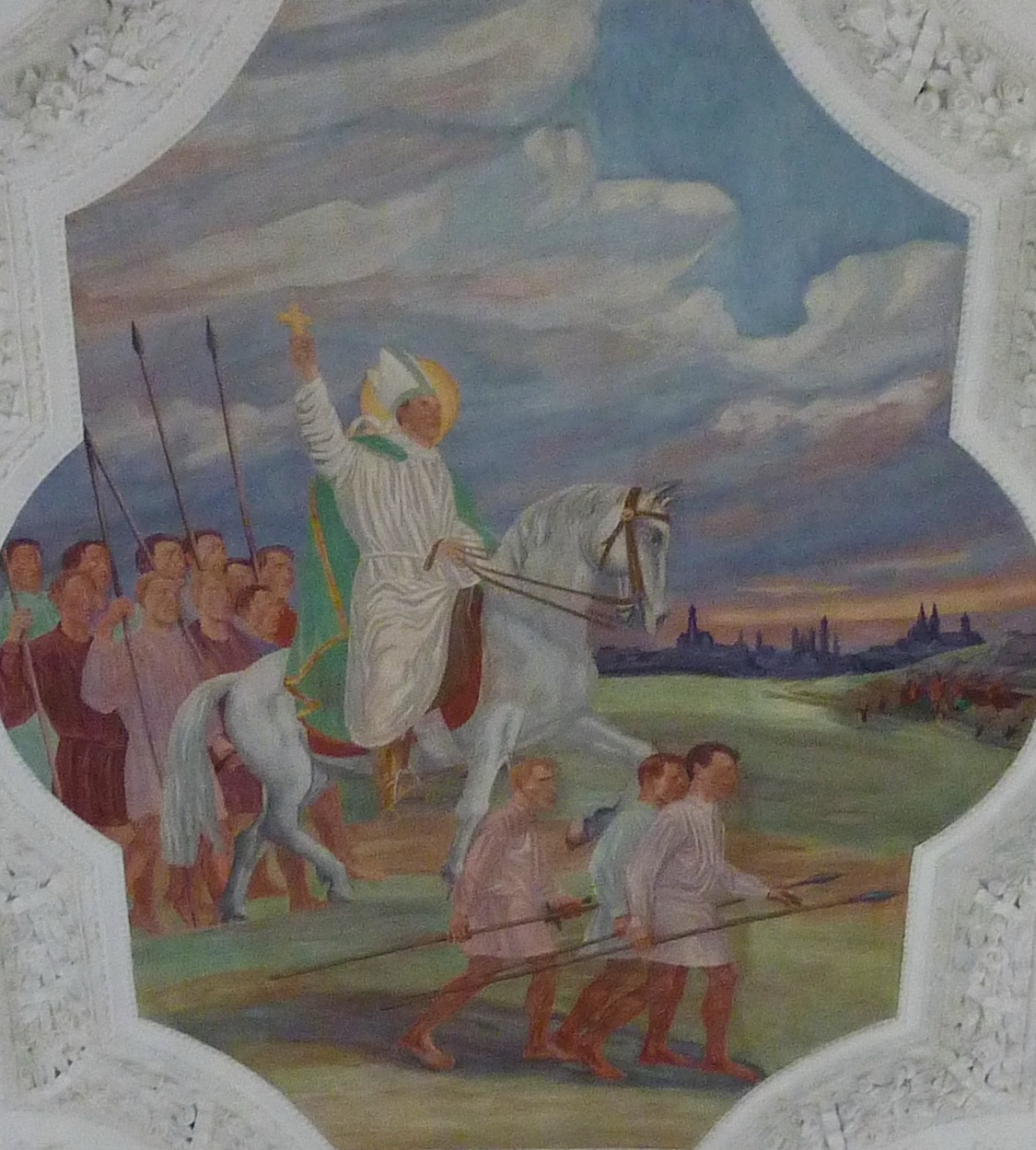
Deckenbild Der hl. Ulrich bei der Schlacht auf dem Lechfeld, Pfarrkirche St. Martin, Wertingen

Durch Vermittlung des Münchner Denkmalschützers, Architekten, Malers und Fotografen Heinrich Ullmann gestaltete er 1923 und 1927 die Deckengemälde der Kirchen in Walting und Inching als frühe Beispiele aus der Zeit der neuen Sachlichkeit.
Dabei nahm er die Dorfbewohner und den Pfarrer als Vorlagen, in Inching für das Volk, das sich unter den Schutz der Schutzmantelmadonna stellt.
1947 wurde Klemmer an der Akademie der Künste emeritiert, er führte seine Arbeit jedoch weiterhin fort. So gestaltete er 1953 die Kirche und Kriegergedächtniskapelle in Pfaffenhofen an der Zusam, welche 1955 abgeschlossen wurden. Klemmer wurde dafür zum Ehrenbürger Pfaffenhofens ernannt. 1959 wurde Klemmer der Bayerische Verdienstorden verliehen, und er stellte Deckenbilder in der Stadtpfarrkirche Wertingen fertig.
Franz Klemmer starb am 7. August 1964 in Anzing. Seine Grabstätte befindet sich in Pfaffenhofen an der Zusam.
In Mertingen bei Donauwörth soll die Sammlung Klemmer öffentlich zugänglich gemacht werden; hier besteht bereits ein Freundeskreis, der eine Ausstellungsreihe „Professor Klemmer und seine Schüler“ ins Leben gerufen hat.